# 馬丁·伊登
《馬丁·伊登》（英語：Martin Eden），美國作家傑克·倫敦的長篇小說，发表于1909年，前半部被认为是倫敦本人的自传。
馬丁·伊登出身貧寒，最早是一名水手，後來認識羅絲一家人，他深深愛上這位女孩，並從此大量閱讀書籍，開始從事寫作。他寫了四十篇稿子，卻不被接受。罗丝不欣赏他的作品，但覺得有股感動人的力量。馬丁一直寫作，参加社会党人集会，最後和羅絲分手了，馬丁感到心灰。這時許多出版社又開始大量引用他的作品，使他開始成名。连罗丝這時也願意嫁給他。馬丁开始感到极度幻灭，对任何事都没有兴趣，最後跳海自殺。

## 內容概要
水手馬丁·伊登偶然結識上流社會的羅絲小姐，產生愛慕之情，同時對她那個階層的生活方式和審美趣味亦心馳神往。於是他刻苦讀書，勤奮寫作。他成了斯賓塞進化論和尼采哲學的學徒。羅絲的愛則令他戰勝種種艱難困苦。然而他的生活態度和政治主張卻引起包括羅絲父母在內的資產階級體面人士的不滿。羅絲擁有階級偏見，屈從家庭壓力與他斷絕了關係。在他心灰意冷、決定放棄寫作時，卻時來運轉，一篇《太陽之恥》引來一場大規模爭論，他一舉成名，文稿成為搶手貨。功成名就，財源滾滾的馬丁收到從前藐視、打擊他的人的巴結、討好、逢迎，羅絲也被她的家人送回来希望与他重修旧好，又與低層百姓在精神上隔膜太深。幻滅的馬丁只好以自殺求得解脫。

## 角色
- 馬丁·伊登：一位年輕的水手，為了能成為可與心中的“天使”羅絲相配的上等人而致力寫作，但在通過艱苦奮斗功成名就之時卻選擇了投海自殺。
- 羅絲：一位資產階級家庭的貴族小姐，年輕貌美但目光短淺，開始支持馬丁寫作，後來受家庭和马丁暂时未能取得成功影响，失去了对马丁的信心，也希望他停止写作。
- 布里森：一位文學天才，社會主義者，後由於對時政的不滿和絕望而舉槍自殺。
- 莫爾斯：資產階級貴族、大律師，羅絲的父親，由於看不起工人階級出身的馬丁，千方百計阻挠女兒羅絲與馬丁的交往。
- 阿瑟：資產階級富家子弟，羅絲的弟弟，馬丁正是通過他才結識了羅絲，結識了莫爾斯一家的。
- 諾曼：羅絲的另一個弟弟，態度傲慢，一直看不起馬丁。
- 格特魯特：馬丁的姐姐，想幫助馬丁卻又無能為力。
- 利齊：一位為馬丁守身如玉、對其一往情深的女工。
- 喬：馬丁在洗衣店結識的朋友，馬丁成名後為他買了一家洗衣店。

## 改編作品
- 2019年電影《馬丁伊登》